# Karl H. Pribram
Karl H. Pribram (/ˈpraɪbræm/; tiếng Đức: [ˈpʁiːbram]; ngày 25 tháng 2 năm 1919 – ngày 19 tháng 1 năm 2015) là giáo sư tại Đại học Georgetown, Mỹ, giáo sư danh dự về tâm lý học và tâm thần học tại Đại học Stanford và giáo sư ưu tú tại Đại học Radford. Được hội đồng chứng nhận là nhà giải phẫu thần kinh, Pribram đã làm công việc tiên phong về định nghĩa hệ limbic, mối quan hệ của vỏ não trán với hệ limbic, vỏ não "liên kết" cụ thể về cảm giác của thùy đỉnh và thùy thái dương, và vỏ não vận động cổ điển của bộ não con người. Ông từng làm việc với Karl Lashley tại Trung tâm Linh trưởng Yerkes mà sau này ông trở thành giám đốc. Ông là giáo sư tại Đại học Yale trong mười năm và tại Đại học Stanford trong ba mươi năm.
Đối với công chúng, Pribram được biết đến với sự phát triển của mô hình não toàn ảnh về chức năng nhận thức và đóng góp của ông trong nghiên cứu thần kinh liên tục về trí nhớ, cảm xúc, động lực và ý thức. Ông kết hôn với tác giả người Mỹ Katherine Neville.

## Hình mẫu toàn ảnh
Mô hình xử lý não bộ toàn ảnh của Pribram được mô tả trong cuốn sách của ông nhan đề Brain and Perception (Bộ não và nhận thức) xuất bản năm 1991, bao gồm phần mở rộng của công trình của ông với David Bohm. Nó nói rằng, ngoài mạch điện được thực hiện bởi các dải sợi lớn trong não, quá trình xử lý cũng xảy ra trong mạng các nhánh sợi nhỏ (ví dụ, đuôi gai) tạo thành mạng lưới, cũng như trong các trường điện động bao quanh các tua gai này "cây". Ngoài ra, quá trình xử lý xảy ra xung quanh những cây đuôi gai này có thể ảnh hưởng đến quá trình xảy ra ở những cây có tế bào thần kinh gần đó mà các đuôi gai bị quấn vào nhau nhưng không tiếp xúc trực tiếp. Bằng cách này, quá trình xử lý trong não có thể xảy ra không theo cách cục bộ. Kiểu xử lý này được Dennis Gabor, người phát minh ra ảnh toàn ký, mô tả đúng như lượng tử thông tin mà ông gọi là "holon", một khái niệm thông tin dựa trên năng lượng.
Gabor là các phép biến đổi Fourier dạng cửa sổ chuyển đổi các mẫu không gian (và thời gian) phức tạp thành các sóng thành phần mà biên độ tại các giao điểm của chúng trở nên tăng cường hoặc giảm bớt. Quy trình Fourier là cơ sở của phép toàn ảnh. Ảnh toàn ký có thể tương quan và lưu trữ một lượng lớn thông tin – và có lợi thế là phép biến đổi nghịch đảo trả về kết quả tương quan thành các mẫu không gian và thời gian hướng dẫn chúng ta điều hướng vũ trụ của mình. David Bohm đã gợi ý rằng nếu chúng ta quan sát vũ trụ mà không có các thấu kính trang bị cho kính thiên văn của chúng ta, vũ trụ sẽ xuất hiện với chúng ta dưới dạng ảnh toàn ký.
Pribram đã mở rộng cái nhìn sâu sắc này bằng cách lưu ý rằng nếu chúng ta không có thấu kính của mắt và các quá trình giống thấu kính của các thụ thể cảm giác khác của chúng ta, chúng ta sẽ đắm chìm trong trải nghiệm toàn ảnh. Theo mô hình này, não không nên lưu trữ thông tin trong các tế bào não hoặc cụm tế bào riêng lẻ, mà là theo các mẫu nhất định, tương tự như ảnh ba chiều, trong giao thoa sóng nhất định. Pribram coi mô hình hoạt động toàn diện của não này là sự phát triển thêm của các giả thuyết do nhà tâm lý học Wolfgang Köhler đưa ra về đặc điểm lĩnh vực hoạt động của não.

## Đóng góp khác
Vào cuối những năm 1940 và đầu những năm 1950, các thí nghiệm về hành vi thần kinh của Pribram đã thiết lập thành phần của hệ limbic và các chức năng điều hành của vỏ não trước trán. Pribram cũng khám phá ra các hệ thống cảm giác cụ thể của vỏ não liên kết, và chỉ ra rằng các hệ thống này hoạt động để tổ chức các lựa chọn mà chúng ta thực hiện giữa các kích thích cảm giác, chứ không phải tự cảm nhận các kích thích.
Lời kể của Pribram về cách những khám phá của ông được thực hiện trong cuốn sách The Form Within (Hình dạng bên trong) được xuất bản vào năm 2013. Nó bao gồm những câu chuyện về cuộc gặp gỡ của ông với các nhà khoa học và học giả hàng đầu trong ngày và những câu chuyện thú vị như cách ông bị mất một phần ngón tay khi bàn tay đã bị con tinh tinh Washoe đóng sầm xuống tại Đại học Oklahoma.
Năm 1999, ông là người đầu tiên giành được Giải thưởng Dagmar và Václav Havel vì sự hợp nhất giữa khoa học và nhân văn. Ông mất năm 2015 tại Virginia, thọ 95 tuổi.

## Ấn phẩm
- Miller, George; Galanter, Eugene; Pribram, Karl (1960). Plans and the structure of behavior. New York: Holt, Rinehart and Winston. ISBN 0-03-010075-5.
- DeVore, Steven; Pribram, Karl (1985)  The Neuropsychology of Achievement.[liên kết hỏng] Pleasanton, CA, SyberVision Systems. ASIN: B000M6COW4
- Pribram, Karl H. (1969). Brain and behaviour. Hammondsworth: Penguin Books. ISBN 0-14-080521-4.
- Pribram, Karl (1971). Languages of the brain; experimental paradoxes and principles in neuropsychology. Englewood Cliffs, N. J.: Prentice-Hall. ISBN 0-13-522730-5.
- Pribram, Karl; Gill, Morton M. (1976). Freud's "Project" re-assessed: preface to contemporary cognitive theory and neuropsychology. New York: Basic Books. ISBN 0-465-02569-2.
- Joye, S.R. (2017). The Little Book of Consciousness: Pribram's Holonomic Brain Theory and Bohm's Implicate Order, The Viola Institute, ISBN 978-0-9988785-4-6
- Pribram, Karl (1991). Brain and perception: holonomy and structure in figural processing. Hillsdale, N. J.: Lawrence Erlbaum Associates. ISBN 0-89859-995-4.
- Globus, Gordon G.; Pribram, Karl H.; Vitiello, Giuseppe (ngày 30 tháng 9 năm 2004). Brain And Being: At The Boundary Between Science, Philosophy, Language, And Arts (Advances in Consciousness Research, 58). John Benjamins Publishing Co. ISBN 1-58811-550-X.
- Pribram, Karl (ed.) (1969). On the biology of learning. New York: Harcourt Brace & World. ISBN 0-15-567520-6. {{Chú thích sách}}: |author= có tên chung (trợ giúp)
- Pribram, Karl, & Broadbent, Donald (eds.) (1970). Biology of memory. New York: Academic Press. ISBN 0-12-564350-0. {{Chú thích sách}}: |author= có tên chung (trợ giúp)Quản lý CS1: nhiều tên: danh sách tác giả (liên kết)
- Pribram, K. H., & Luria, A. R. (eds.) (1973). Psychophysiology of the frontal lobes. New York: Academic Press. ISBN 0-12-564340-3. {{Chú thích sách}}: |author= có tên chung (trợ giúp)Quản lý CS1: nhiều tên: danh sách tác giả (liên kết)
- Pribram, Karl, & Isaacson, Robert L. (eds.) (1975). The Hippocampus. New York: Plenum Press. ISBN 0-306-37535-4. {{Chú thích sách}}: |author= có tên chung (trợ giúp)Quản lý CS1: nhiều tên: danh sách tác giả (liên kết)
- Pribram, Karl (ed.) (1993). Rethinking neural networks: quantum fields and biological data. Hillsdale, N. J.: Erlbaum. ISBN 0-8058-1466-3. {{Chú thích sách}}: |author= có tên chung (trợ giúp)
- Pribram, Karl (ed.) (1994). Origins: brain and self organization. Hillsdale, N. J.: Lawrence Erlbaum. ISBN 0-8058-1786-7. {{Chú thích sách}}: |author= có tên chung (trợ giúp)
- King, Joseph, & Pribram, Karl (eds.) (1995). Scale in conscious experience: Is the brain too important to be left to the specialists to study?. Mahwah, N. J.: Lawrence Erlbaum Associates. ISBN 0-8058-2178-3. {{Chú thích sách}}: |author= có tên chung (trợ giúp)Quản lý CS1: nhiều tên: danh sách tác giả (liên kết)
- Pribram, Karl, & King, Joseph (eds.) (1996). Learning as self-organization. Mahwah, N. J.: L. Erlbaum Associates. ISBN 0-8058-2586-X. {{Chú thích sách}}: |author= có tên chung (trợ giúp)Quản lý CS1: nhiều tên: danh sách tác giả (liên kết)
- Pribram, Karl (ed.) (1998). Brain and values: is a biological science of values possible. Mahwah, N. J.: Lawrence Erlbaum Associates. ISBN 0-8058-3154-1. {{Chú thích sách}}: |author= có tên chung (trợ giúp)
- Pribram, Karl (2004). "Brain and Mathematics". Pari Center for New Learning. Bản gốc lưu trữ ngày 9 tháng 11 năm 2007. Truy cập ngày 25 tháng 10 năm 2007.
- "Like Bohm, Karl Pribram sees the holographic nature of reality". The Ground of Faith. tháng 10 năm 2003. Bản gốc lưu trữ ngày 7 tháng 2 năm 2008. Truy cập ngày 25 tháng 10 năm 2007.
- Mishlove, Jeffrey (1998). "The Holographic Brain with Karl Pribram, MA; Ph.D." TWM.co.nz. Bản gốc lưu trữ ngày 12 tháng 10 năm 2007. Truy cập ngày 25 tháng 10 năm 2007.
- Pribram, Karl (2013). The Form Within. Prospecta Press.